# Angélico Sândalo Bernardino
Angélico Sândalo Bernardino (* 19. Januar 1933 in Saltinho de Piracicaba; † 15. April 2025 in São Paulo) war ein brasilianischer römisch-katholischer Geistlicher und Bischof von Blumenau.

## Leben
Angélico Sândalo Bernardino empfing am 12. Juli 1959 die Priesterweihe für das Erzbistum Ribeirão Preto.
Papst Paul VI. ernannte ihn am 12. Dezember 1974 zum Weihbischof in São Paulo und Titularbischof von Tambeae. Der Erzbischof von São Paulo, Paulo Evaristo Kardinal Arns OFM, spendete ihm am 25. Januar des nächsten Jahres die Bischofsweihe; Mitkonsekratoren waren die Weihbischöfe Benedito de Ulhôa Vieira und José Thurler aus São Paulo. Sein Wahlspruch lautete Deus é Amor (deutsch: Gott ist die Liebe).
Papst Johannes Paul II. ernannte ihn am 19. April 2000 zum ersten Bischof des mit gleichem Datum errichteten Bistums Blumenau. Am 18. Februar 2009 nahm Papst Benedikt XVI. sein altersbedingtes Rücktrittsgesuch an.
Im Mai 2022 war Sândalo Bernardino Zelebrant der Hochzeit des brasilianischen Staatspräsidenten Luiz Inácio Lula da Silva und seiner Ehefrau Rosangela Silva.